# Trichosanthes dentifera
Trichosanthes dentifera är en gurkväxtart som beskrevs av Rugayah. Trichosanthes dentifera ingår i släktet Trichosanthes och familjen gurkväxter. Inga underarter finns listade i Catalogue of Life.